# Колпытов
Колпы́тов (укр. Колпитів) — село в Локачинской поселковой общине Владимирского района Волынской области Украины.
До 2020 года входило в Локачинский район.
Код КОАТУУ — 0722483701. Население по переписи 2001 года составляет 611 человек. Почтовый индекс — 45551. Телефонный код — 3374. Занимает площадь 2,861 км².